# Champniers (Charente)
Champniers – miejscowość i gmina we Francji, w regionie Nowa Akwitania, w departamencie Charente.
Według danych na rok 1990 gminę zamieszkiwało 4358 osób, a gęstość zaludnienia wynosiła 96 osób/km² (wśród 1467 gmin regionu Poitou-Charentes Champniers plasuje się na 47. miejscu pod względem liczby ludności, natomiast pod względem powierzchni na miejscu 52.).